# 放心肉
放心肉是中国大陆近年来的一个肉类食品安全概念。
最早由北京顺鑫农业公司提出，后来被很多地方政府用作维护食品安全的口号。但没有一个统一的标准，主要内容限于保证执行已有的肉类安全法规：
- 动物没有不适合屠宰的疾病，不含违法量的有害物质，不是病死。
- 屠宰过程符合法定安全规范，没有人工注水以夸大重量。

容易和无公害肉混淆。后者是一个严格的标准系统，类似西方的""。